# Halové mistrovství Evropy v atletice 2000
26. Halové mistrovství Evropy v atletice se uskutečnilo ve dnech 25. února – 27. února 2000 v belgickém Gentu. Disciplíny probíhaly v nově zrekonstruované hale Flanders Sporta Arena. Šampionátu se zúčastnilo 549 atletů a atletek ze 44 států Evropy.
Z rozhodnutí rady Evropské atletické asociace (EAA) a se souhlasem Mezinárodní atletické federace (IAAF) nově mohlo do finálových bojů postoupit pouze osm, namísto dvanácti atletů. Ve skoku dalekém, trojskoku a ve vrhu koulí potom měla kompletní finálová osmička k dispozici šest pokusů. Poprvé od roku 1975, kdy se evropský halový šampionát konal v polských Katovicích se v programu opět objevily štafetové závody mužů a žen na 4 × 400 metrů.
O nejhodnotnější výkon se postaral český vícebojař Tomáš Dvořák, který v sedmiboji nasbíral celkově 6 424 bodů, čímž vytvořil nový halový evropský rekord. Ve štafetovém závodě mužů na 4×400 metrů doběhlo původně na prvním místě ruské kvarteto. Jury však Rusy pro vyšlápnutí z dráhy diskvalifikovala a halovými mistry Evropy se stali čeští atleti ve složení Jiří Mužík, Jan Poděbradský, Štěpán Tesařík a Karel Bláha. Těsně pod stupni vítězů, na 4. místě skončil český koulař Miroslav Menc. O rok později však dostal kvůli dopingu doživotní zákaz startů Ukrajinec Oleksandr Bahač, který původně v Gentu získal zlato. V jeho těle byla při únorové kontrole zjištěna extrémně vysoká koncentrace odpadních látek produkovaných anabolickým steroidem methandienonem. Menc tak dodatečně získal bronzovou medaili.

## Česká účast
Českou republiku na tomto šampionátu reprezentovalo 18 českých atletů (12 mužů a 6 žen).

## Medailisté

### Muži
| Soutěž        | Zlato                                                               | Stříbro                                                            | Bronz                                                                  |
| ------------- | ------------------------------------------------------------------- | ------------------------------------------------------------------ | ---------------------------------------------------------------------- |
| 60 m          | Jason Gardener 6,49                                                 | Georgios Theodoridis 6,51                                          | Angelos Pavlakakis 6,54                                                |
| 200 m         | Christian Malcolm 20,54                                             | Patrick Stevens 20,70                                              | Julian Golding 21,05                                                   |
| 400 m         | Ilja Dživondov 46,63                                                | David Canal 46,85                                                  | Marc Raquil 47,28                                                      |
| 800 m         | Jurij Borzakovskij 1:47,92                                          | Nils Schumann 1:48,41                                              | Balázs Korányi 1:48,42                                                 |
| 1500 m        | José Redolat 3:40,51                                                | James Nolan 3:41,59                                                | Mehdi Baala 3:42,27                                                    |
| 3000 m        | Mark Carroll 7:49,24                                                | Rui Silva 7:49,70                                                  | John Mayock 7:49,97                                                    |
| 60 m př.      | Staņislavs Olijars 7,50                                             | Tony Jarrett 7,53                                                  | Tomasz Ścigaczewski 7,56                                               |
| 4 x 400 m     | Česko 3:06,10 Jiří Mužík Jan Poděbradský Štěpán Tesařík Karel Bláha | Německo 3:06,64 Ingo Schultz Ruwen Faller Marco Krause Lars Figura | Maďarsko 3:09,35 Péter Nyilasi Attila Kilvinger Zétény Domb Tibor Bédi |
| Skok do výšky | Vjačeslav Voronin 2,34 m                                            | Martin Buss 2,34 m                                                 | Dragutin Topić 2,34 m                                                  |
| Skok o tyči   | Alexandr Averbuch 5,75 m                                            | Martin Eriksson 5,70 m                                             | Rens Blom 5,60 m                                                       |
| Skok daleký   | Petar Dačev 8,26 m                                                  | Bogdan Țăruș 8,20 m                                                | Vitalij Škurlatov 8,10 m                                               |
| Trojskok      | Charles Friedek 17,28 m                                             | Rostislav Dimitrov 17,22 m                                         | Paolo Camossi 17,05 m                                                  |
| Vrh koulí     | Timo Aaltonen 20,62 m                                               | Manuel Martínez 20,38 m                                            | Miroslav Menc 20,23 m                                                  |
| Sedmiboj      | Tomáš Dvořák 6 424 bodů                                             | Roman Šebrle 6 271 bodů                                            | Erki Nool 6 200 bodů                                                   |

### Ženy
| Soutěž        | Zlato                                                                                   | Stříbro                                                                                    | Bronz                                                                |
| ------------- | --------------------------------------------------------------------------------------- | ------------------------------------------------------------------------------------------ | -------------------------------------------------------------------- |
| 60 m          | Ekaterini Thanouová 7,05                                                                | Petja Pendarevová 7,11                                                                     | Iryna Puchová 7,11                                                   |
| 200 m         | Muriel Hurtisová 23,06                                                                  | Alenka Bikarová 23,16                                                                      | Jekatěrina Leščovová 23,20                                           |
| 400 m         | Světlana Pospelovová 51,66                                                              | Natalja Nazarovová 51,69                                                                   | Helena Fuchsová 52,32                                                |
| 800 m         | Stephanie Grafová 1:59,70                                                               | Natalja Cyganovová 2:00,17                                                                 | Sandra Stalsová 2:01,34                                              |
| 1500 m        | Violeta Szekelyová 4:12,82                                                              | Olga Kuzněcovová 4:13,45                                                                   | Julija Kosenkovová 4:13,60                                           |
| 3000 m        | Gabriela Szabóová 8:42,06                                                               | Lidia Chojecká 8:42,42                                                                     | Marta Domínguezová 8:44,06                                           |
| 60 m př.      | Linda Fergaová 7,88                                                                     | Patricia Girardová 7,98                                                                    | Olena Krasovská 8,03                                                 |
| 4 x 400 m     | Rusko 3:32,53 Olesja Zykinová Irina Rosichinová Julija Sotnikovová Světlana Pospelovová | Itálie 3:35,01 Francesca Carboneová Carla Barbarinová Patrizia Spuriová Virna De Angeliová | Rumunsko 3:36,28 Georgeta Lazar Anca Safta Otilia Ruicu Alina Ripanu |
| Skok do výšky | Kajsa Bergqvistová 2,00 m                                                               | Zuzana Hlavoňová 1,98 m                                                                    | Olga Kaliturinová 1,96 m                                             |
| Skok o tyči   | Pavla Hamáčková 4,40 m                                                                  | Jelena Beljakovová 4,35 m Christine Adamsová 4,35 m                                        | neudělena                                                            |
| Skok daleký   | Erica Johanssonová 6,89 m                                                               | Heike Drechslerová 6,86 m                                                                  | Iva Prandževová 6,80 m                                               |
| Trojskok      | Taťjana Lebeděvová 14,68 m                                                              | Christina Nicolauová 14,63 m                                                               | Iva Prandževová 14,63 m                                              |
| Vrh koulí     | Larisa Pelešenková 20,15 m                                                              | Nadine Kleinertová 19,23 m                                                                 | Astrid Kumbernussová 19,12 m                                         |
| Pětiboj       | Karin Ertlová 4 671 bodů                                                                | Irina Vostrikovová 4 615 bodů                                                              | Urszula Włodarczyková 4 590 bodů                                     |

## Medailové pořadí
| Umístění | Stát           | Zlato | Stříbro | Bronz | Celkem |
| -------- | -------------- | ----- | ------- | ----- | ------ |
| 1.       | Rusko          | 6     | 5       | 4     | 15     |
| 2.       | Česko          | 3     | 2       | 2     | 7      |
| 3.       | Německo        | 2     | 6       | 1     | 9      |
| 4.       | Bulharsko      | 2     | 2       | 2     | 6      |
| 5.       | Rumunsko       | 2     | 2       | 1     | 5      |
| 6.       | Francie        | 2     | 1       | 2     | 5      |
| 6.       | Velká Británie | 2     | 1       | 2     | 5      |
| 8.       | Švédsko        | 2     | 1       | 0     | 3      |
| 9.       | Španělsko      | 1     | 2       | 1     | 4      |
| 10.      | Řecko          | 1     | 1       | 1     | 3      |
| 11.      | Irsko          | 1     | 1       | 0     | 2      |
| 12.      | Finsko         | 1     | 0       | 0     | 1      |
| 12.      | Izrael         | 1     | 0       | 0     | 1      |
| 12.      | Lotyšsko       | 1     | 0       | 0     | 1      |
| 12.      | Rakousko       | 1     | 0       | 0     | 1      |
| 16.      | Polsko         | 0     | 1       | 2     | 3      |
| 17.      | Belgie         | 0     | 1       | 1     | 2      |
| 17.      | Itálie         | 0     | 1       | 1     | 2      |
| 19.      | Portugalsko    | 0     | 1       | 0     | 1      |
| 19.      | Slovinsko      | 0     | 1       | 0     | 1      |
| 21.      | Maďarsko       | 0     | 0       | 2     | 2      |
| 21.      | Ukrajina       | 0     | 0       | 2     | 2      |
| 23.      | Estonsko       | 0     | 0       | 1     | 1      |
| 23.      | Jugoslávie     | 0     | 0       | 1     | 1      |
| 23.      | Nizozemsko     | 0     | 0       | 1     | 1      |